# Ophélie Koering
 (décembre 2023).
Si vous disposez d'ouvrages ou d'articles de référence ou si vous connaissez des sites web de qualité traitant du thème abordé ici, merci de compléter l'article en donnant les références utiles à sa vérifiabilité et en les liant à la section « Notes et références ».
Pour les articles homonymes, voir Koering.
Ophélie Koering est une actrice, scénariste et réalisatrice française née le 17 août 1970 à Bayonne, fille de la comédienne Thalie Frugès et du compositeur René Koering.

## Biographie
Actrice, elle a contribué à de nombreux longs et courts métrages, grand-public ou expérimentaux. Elle est le visage et la voix de madame Pitaud, la « diététicienne » des publicités « Petits-déjeuners » de Lu entre 2004 et 2009. Elle incarne également plusieurs rôles dans des séries françaises telles que R.I.S, Section de recherches, Interpol ou encore Inquisitio.
Depuis 2011, elle écrit et réalise ses propres films et intervient comme coach auprès d'autres acteurs.

### Formation
Conservatoire national supérieur d'art dramatique, promotion 1990-1993 : Professeurs : Daniel Mesguich, Philippe Torreton, Philippe Adrien

## Filmographie

### Réalisatrice
- 2011 : la Culbute (court)

### Cinéma
- 1982 : Paradis pour tous d'Alain Jessua
- 1990 : Le Tour de manège de Pauline Casalis
- 1991 : Silence de Xavier Chauvigné
- 1993 : À la poursuite du Bargougnan (c.m.) de Laurent Ardoint
- 1995 : La Gigue de Jérôme Le Gris
- 1999 : Riches, belles et cruelles de Bunny Schpoliansky
- 1999 : Mademoiselle de Michel Vianey
- 2000 : Les Brigands de Jérôme Le Gris
- 2001 : Garde moi en vie selon ta parole de Michaël Obadia
- 2004 : Entracte de Lyèce Boukhitine
- 2004 : Général D de Jérémie Vial
- 2005 : Je ne voudrais pas mourir de Sidney Tegbo
- 2005 : Ma vie en l'air de Rémi Bezançon
- 2006 : Je suis venu te dire que... de Waldeck Weisz
- 2007 : Si j'avais un marteau de Christophe Averlan
- 2007 : L'Ombrage de Linda Morin
- 2008 : L'Avérité de Frédéric Vignale
- 2008 : La Fée mélanine de Maryline Poux
- 2008 : Le Premier Jour du reste de ta vie de Rémi Bezançon
- 2010 : Trois Femmes amoureuses de Pierre Daignière
- 2010 : D'ambre et de lumière de Lou-Brice Léonard
- 2011 : Requiem pour une tueuse de Jérôme Le Gris
- 2011 : La Culbute (c.m.) de Ophélie Koering
- 2011 : Un heureux événement de Rémi Bezançon
- 2012 : ALF de Jérôme Lescure
- 2013 : À coup sûr de Delphine de Vigan
- 2013 : Dolça de Laure Bourdon
- 2013 : Le Premier Pas de Rose Curings
- 2013 : Un bon ingrédient de Julien Desti

### Télévision
- 1991 : Riviera de Patrick Bureau
- 1996 : Pour quelques minutes de bonheur de Daniel Byun
- 1998 : Le Matador de Michel Vianey
- 2011 : R.I.S Police scientifique Fou d'amour de Jean-Marc Rudnicki
- 2011 : Interpol de Laurent Lévy
- 2012 : Inquisitio de Nicolas Cuche (série TV)
- 2012 : Section de recherches de Éric Le Roux (série TV)
- 2013 : Braquo de Manuel Boursinhac (série TV)
- 2017 : La Loi de Julien de Christophe Douchand
- 2017 : Ransom de Frank Spotnitz  S1 épisode 11 les prisonniers : Mme Lambert
- Depuis 2024 : Un Si Grand Soleil (Marie-Sophie Guérin)

### Production
- 2001-2004 : productrice de la version française de Art Attack pour Disney Channel, programme d'initiation à la création artistique.

### Publicité
- 2004-2010 : « Petit-déjeuner de Lu » rôle de madame Pitaud, pour Kraft Foods par l'agence Euro RSCG
- 2008-2011 : « Gardasil »

## Théâtre
- 1990 : Le Cocopéra mise en scène de Benoît Lepecq
- 1991 : La Queue mise en scène de Jacques Connort
- 1992 : Une aspirine pour deux de Woody Allen mise en scène de Francis Perrin[1]
- 1993 : La Rue du château mise en scène de Michel Didym
- 1995 : Grande École  de Jean-Marie Besset, mise en scène  de Patrice Kerbrat
- 1997 : Le Grand Miroir de Fanny Mentré, mise en scène de Jean-Pierre Dumas
- 1997 : Qui creuse le trou ? de Fanny Mentré, mise en scène de Jean-Pierre Dumas
- 1997 : L'homo-europeanus, c'est moi de Jean-Louis Jacopin
- 1997 : Feuilleton théâtral de Jean-Louis Jacopin
- 1998 : Feu d'hiver d'Emmanuel de Noneville
- 2000 : La Visite de Victor Haïm, mise en scène de Gilbert Lévy
- 2009/2010 : Psyché de Molière et Corneille, mise en scène Julien Balajas

## Photographie
Luciano di Concetto peintre et plasticien contemporain a choisi Ophélie Koering pour sujet de plusieurs œuvres expérimentales mêlant photographie, calligraphie et peinture mises en vente par Bartoux à Paris à compter de 2009.
Elle pose également pour Robert Wyatt, Marc Hervouet, Hors-cadre, Mathieu Bardelot…